# Armand de Las Cuevas
Armand de Las Cuevas (Troyes, 26 juni 1968 – La Réunion, 2 augustus 2018) was een Frans wielrenner.
De Las Cuevas begon zijn loopbaan in 1989 bij Reynolds Aluminio, de verre voorloper van het latere Movistar. In 1990 werd Reynolds het befaamde Banesto. Zijn absolute doorbraak kende De Las Cuevas op het Frans Kampioenschap van 1991, toen hij met de nationale driekleur aan de haal ging. Twee maanden later schreef hij ook de GP Plouay op zijn naam.
Daarmee was de koek nog niet op, want gestaag zou De Las Cuevas bouwen aan een mooie erelijst. Zo staan onder meer het Critérium du Dauphiné, Clasica San Sebástian en een rit in de Giro d'Italia achter zijn naam. Zijn laatste zege boekte De Las Cuevas in de Route du Sud van 1998, waar hij Michael Boogerd in het algemeen klassement naar plaats twee verwees.
Hij pleegde zelfmoord toen hij 50 jaar was.

## Belangrijkste overwinningen
1986
- Eindklassement Tour de Lorraine (J)

1988
- Eindklassement Ronde van Bretagne

1991
- GP Ouest France-Plouay
- Frans kampioen op de weg, Elite

1992
- Proloog Ronde van Romandië

1993
- 2e etappe Ster van Bessèges
- Eindklassement Ster van Bessèges
- 7e etappe Parijs-Nice
- Grote Landenprijs

1994
- Clásica San Sebastián
- Parijs-Camembert (Trophée Lepetit)
- Proloog Ronde van Romandië
- Ronde van Burgos

1995
- Klimmerstrofee
- Eindklassement Coupe de France

1997
- Clasica de Sabiñanigo

1998
- Eindklassement Dauphiné Libéré
- 2e etappe Route du Sud
- Eindklassement Route du Sud

## Resultaten in voornaamste wedstrijden
| Jaar | Ronde van Italië | Ronde van Frankrijk | Ronde van Spanje |
| ---- | ---------------- | ------------------- | ---------------- |
| 1991 | buiten tijd      |                     |                  |
| 1992 | 38e              | buiten tijd         |                  |
| 1993 | 43e              |                     | opgave           |
| 1994 | 9e (1)           | opgave              |                  |
| 1995 | opgave           | 62e                 |                  |
| 1996 |                  |                     |                  |
| 1997 |                  |                     | opgave           |
| 1998 |                  |                     | opgave           |

| Jaar | Milaan-San Remo | Ronde van Vlaanderen | Amstel Gold Race | Luik-Bast.‑Luik | Waalse Pijl | Clásica San Sebastián | Bretagne Classic |  | WK op de weg |
| ---- | --------------- | -------------------- | ---------------- | --------------- | ----------- | --------------------- | ---------------- |  | ------------ |
| 1991 |                 |                      |                  |                 |             |                       | Goud             |  | opgave       |
| 1992 |                 |                      |                  |                 | 15e         |                       |                  |  |              |
| 1993 |                 |                      |                  |                 |             |                       |                  |  | 11e          |
| 1994 | 104e            |                      |                  | 59e             |             | ↑                     | 13e              |  | 11e          |
| 1995 |                 |                      |                  |                 | 17e         |                       |                  |  |              |
| 1996 |                 |                      |                  |                 |             | 137e                  |                  |  |              |
| 1997 |                 |                      |                  |                 |             |                       |                  |  |              |
| 1998 | 104e            | opgave               | opgave           |                 |             |                       |                  |  |              |